# Cetejus lateralis
Cetejus lateralis is een keversoort uit de familie Passalidae. De wetenschappelijke naam van de soort is voor het eerst geldig gepubliceerd in 1938 door Hincks.